# قائمة القوانين العلمية
فيما يلي قائمة بأهم القوانين العلمية:

## قوانين الغازات
- قانون بويل Boyle's Law (الضغط والحجم للغاز المثالي)
- قانون شارل (الغازات تتمدد بشكل مساوي لنفس التغير في درجة الحرارة)
- قانون الغازات المثالية {\displaystyle PV=\ nRT}
- قانون دولونغ-بيتيت (سعة حرارية نوعية في حجم ثابت)
{\displaystyle c_{V}={\frac {3R}{M}}}

## قوانينآينشتاين
- طاقة الفوتونات - الطاقة تساوي ثابت بلانك مضروبة في تواتر الضوء.
{\displaystyle E\ =hf}

النسبية الخاصة
- ثابت سرعة الضوء
- تحويلات لورينتز - تحويلات للإحداثيات الديكارتية بين الأطر المرجعية المتحركة نسبة لبعضها البعض.
{\displaystyle x'=(x-vt)/{\sqrt {1-v^{2}/c^{2}}}}
{\displaystyle y'=y}
{\displaystyle z'=z}
{\displaystyle t'=(t-vx/c^{2})/{\sqrt {1-v^{2}/c^{2}}}}
- قانون القوة - القوة تساوي الكتلة في التسارع مقسمة على الجذر التربيعي ل واحد ناقص معدل مربع سرعة الجسم إلى سرعة الضوء.
{\displaystyle F=ma/{\sqrt {(}}{1-v^{2}/c^{2}})^{3}}
- تكافؤ الكتلة والطاقة Mass-energy equivalence
{\displaystyle \ E=mc^{2}} (الطاقة = الكتلة × سرعة الضوء2)

### النسبية العامة
- زخم-الطاقة Energy-momentum (بما فيها الكتلة عن طريق العلاقة E=mc2) تقوم بحني الزمكان.
يتم وصف هذا عن طريق معادلات حقل آينشتاين:
{\displaystyle R_{ab}-{1 \over 2}R\,g_{ab}={8\pi G \over c^{4}}T_{ab}.}
{\displaystyle R_{ab}} هو تينسور ريتشي، {\displaystyle R} هو قياسي ريتشي Ricci scalar، {\displaystyle g_{ab}} is the تينسور متري، {\displaystyle T_{ab}} هو تينسور الجهد-طاقة، والثابت يعطى بدلالة {\displaystyle \pi } (ط (رياضيات)), {\displaystyle c} (سرعة الضوء) و{\displaystyle G} (ثابت التثاقل gravitational constant).

## قوانين كبلر(حركة كوكبيةplanetary motion)
1. تدور الكواكب حول الشمس بحركة ليست دائرية ولكن في قطع ناقص تحتل الشمس إحدى بؤرتيه. والقطع الناقص هو الشكل الذي نحصل عليه إذا قطعنا جسماً اسطوانياً بمنشار مائل.
{\displaystyle r={\frac {p}{1+\varepsilon \,\cos \theta }},}
حيث (r, θ) هما إحداثيات مركزية الشمس للكوكب، p هو نصف المستقيم الجانبي، وε هو التخالف المركزي.
2. تختلف سرعة الكوكب في دورانه حول الشمس تبعاً لبعده عنها، فإذا كان قريباً، فإنه يدور بسرعة أكبر، وكلما زاد بعده كلما قلت سرعته في الدوران، حيث تتساوى مساحة المثلثين المشكلين فيما بين الشمس وقوس المسافات المغطاة من كوكبين في نفس الوقت.
{\displaystyle {\frac {d}{dt}}\left({\frac {1}{2}}r^{2}{\dot {\theta }}\right)=0,}
حيث أن {\displaystyle {\tfrac {1}{2}}r^{2}{\dot {\theta }}} تمثل «السرعة المساحية».
3. النسبة بين مربعي فترتي دوران أي كوكبين هي نفسها النسبة بين القيمة التكعبية للبعد المتوسط لكل منهما عن الشمس ومثال
{\displaystyle {P^{2}}\propto {a^{3}}}
حيث {\displaystyle P} هو الزمن المداري للكوكب و{\displaystyle a} نصف المحور الرئيسي للمدار.
- بيير-لامبرت (امتصاص الضوء)

نيوتن

## قوانين نيوتن للحركة- استبدلتبالنسبية
- *1. قانون العطالة
*2. {\displaystyle \ F=ma} القوة تساوي جداء الكتلة في التسارع.
*3. {\displaystyle F_{ab}=-F_{ba}} قوة آ على ب معاكسة تماما لقوة ب على أ.فعل ورد فعل
- قانون نقل الحرارة Law of heat conduction
- القانون العام للثقالة - القوة الثقالية بين جسمين تساوي إلى ثابت الثقالة في جداء الكتل مقسوما على المسافة بينهما للتربيع.
{\displaystyle F_{g}=G{\frac {m_{1}m_{2}}{r^{2}}}}
القانون هو فعلا حل نهاية صغرى لقوانين حقل آينشتاين لكنه غير دقيق مع القياسات الحديثة العالية الدقة للثقالة.

## قوانين كهرومغناطيسية
- قانون كولوم Coulomb's law - القوة بين شحنتين كهربائيتين يساوي إلى القيمة المطلقة لجداء الشحنتين مقسوما على 4 Pi في نفاذية الخلاء في مربع المسافة بين الشحنتين.

{\displaystyle F={\frac {\left|q_{1}q_{2}\right|}{4\pi \epsilon _{0}r^{2}}}}
- قانون أوم

{\displaystyle V=I\cdot R}
- قوانين دارة كيرشوف (قوانين التيار والكمون (فرق الجهد))
- قانون كيرشوف للتوصيل الحراري
- معادلات ماكسويل (حقل كهربائي وحقل مغناطيسي):

| الاسم                             | الشكل التفاضلي الجزئي                                                                               |
| قانون غاوس:                       | {\displaystyle \nabla \cdot \mathbf {D} =\rho }                                                     |
|                                   | |
| قانون غاوس في المغناطيسية:        | {\displaystyle \nabla \cdot \mathbf {B} =0}                                                         |
| قانون فاراداي في التحريض:         | {\displaystyle \nabla \times \mathbf {E} =-{\frac {\partial \mathbf {B} }{\partial t}}}             |
| قانون أمبير + امتدتده الماكسويلي: | {\displaystyle \nabla \times \mathbf {H} =\mathbf {J} +{\frac {\partial \mathbf {D} }{\partial t}}} |

- معادلات نافيير-ستوكس ديناميك السوائل

{\displaystyle -\nabla p+\mu \left(\nabla ^{2}\mathbf {u} +{1 \over 3}\nabla (\nabla \cdot \mathbf {u} )\right)+\rho \mathbf {u} =\rho \left({\partial \mathbf {u}  \over \partial t}+\mathbf {u} \cdot \nabla \mathbf {u} \right)}
- قانون بوازيل (voluminal laminar stationary flow of سريان كامن uniform لزوجة liquid through a cylindrical tube with the constant circular cross-section)

{\displaystyle \Phi _{V}={\pi r^{4} \over 8\eta }{\triangle p^{\star } \over l}}

## قوانين الإشعاعوالديناميكا الحرارية
- قانون بلانك في إشعاع الجسم الأسود (الكثافة الطيفية في إشعاع الجسم الأسود)
- قانون فين (طول موجة ذروة الإشعاع للجسم الأسود):

λ0T = kw
- قانون ستيفان-بولتزمان (الإشعاع الكلي من الجسم الأسود)
{\displaystyle j^{\star }=\sigma T^{4}}

تحريك حراري
- القانون الصفري في الترموديناميك

{\displaystyle A\sim B\wedge B\sim C\Rightarrow A\sim C}
- القانون الأول في الترموديناميك

{\displaystyle \mathrm {d} U=\delta Q-\delta W\,},
- القانون الثاني في الترموديناميك
- القانون الثالث في الترموديناميك
- علاقات أونساغر التبادلية - أحيانا تدعى القانون الرابع في الترموديناميك.
{\displaystyle \mathbf {J} _{u}=L_{uu}\,\nabla (1/T)-L_{ur}\,\nabla (m/T)\!}; and
{\displaystyle \mathbf {J} _{r}=L_{ru}\,\nabla (1/T)-L_{rr}\,\nabla (m/T)\!}.

- قانون بايز-بالوت (الرياح تنتقل بعكس عقارب الساعة نظام منخفض الضغط في نصف الكرة الشمالي)

## ميكانيكا الكم
- مبدأ الارتياب لهايزنبرغ - ارتياب في الموقع مضروبا بالارتياب الزخم أكبر أو يساوي إلى ثابت ديراك مقسوما على 2.
{\displaystyle \Delta x\Delta p\geq {\frac {\hbar }{2}}}
- معادلة شرودنغر - تص التطور الزمني لنظام ميكانيكي كمومي.
{\displaystyle H(t)\left|\psi (t)\right\rangle =i\hbar {\partial  \over \partial t}\left|\psi (t)\right\rangle }
The هاميلتوني H(t) وهو مؤثر ذاتي self-adjoint operator يعمل على فضاء الحالة، {\displaystyle \psi (t)} هو متجه الحالة اللحظي عند t, i هو عدد وحدة تخيلي، {\displaystyle \hbar } is ثابت بلانك مقسوما على 2π

## وصلات خارجية
- Physics Formulary، كتاب خلاصة بالعديد من الصيغ المستعملة في الفيزياء ويمكن تنزيله بتنسيقات مختلفة منها بي دي اف.
- Eformulae.com نسخة محفوظة 23 فبراير 2011 على موقع واي باك مشين.، موقع يحوي العديد من الصيغ المستعملة في مجالات علمية متعددة.